# Война слонов и носорогов
«Война слонов и носорогов» — российский мультипликационный фильм.
По мотивам сказки Жана де Брюноффа про слона Бабара.

## Сюжет
В слоновьем королевстве царит полное благополучие. Король со своей супругой играют свадьбу. На празднование помимо остальных гостей приглашен и носорог-генерал вместе со своими соотечественниками. Во время игры слоненка и носорога происходит недоразумение, последствия которого приводят к плачевным результатам.

## Создатели
- Автор сценария: Олег Егоров
- Режиссёр: Юлиан Калишер
- Художники-постановщики: Людмила Танасенко[2], Елена Зеленина
- Оператор: Леонард Кольвинковский
- Композитор: Владимир Назаров
- Звукооператор: Олег Соломонов
- Роли озвучивали:

Александр Леньков — слон-король Бабар
Всеволод Абдулов — Генерал-Слон / Генерал-Носорог
Клара Румянова — Слонёнок / Слониха / Носорожек
- Художники-аниматоры: Владимир Кадухин, Ю. Матросова
- Монтажер: Светлана Симухина
- Редактор: Г. Комарова
- Директор: Галина Сараева (в титрах указан ошибку: З. Сараева)